# James Gathers
James Gathers (* 13. Juni 1930 in Sumter, South Carolina; † 8. Juni 2002 in Alcoa, Tennessee) war ein US-amerikanischer Leichtathlet.
Bei den Olympischen Spielen 1952 in Helsinki gewann Gathers im 200-Meter-Lauf die Bronzemedaille hinter seinen Landsleuten Andy Stanfield und Thane Baker.
1954 wurde er kanadischer Meister über 100 Yards.

## Persönliche Bestleistungen
- 100 m: 10,4 s, 30. Juli 1952, Tampere
- 200 m: 20,8 s, 23. Juli 1952, Helsinki